# Cantril (Iowa)
Cantril es una ciudad situada en el condado de Van Buren, en el estado de Iowa, Estados Unidos. Según el censo de 2010 tenía una población de 222 habitantes.

## Geografía
Según la Oficina del Censo de los Estados Unidos, la localidad tiene un área total de 1,32 km², la totalidad de los cuales 1,32 km² corresponden a tierra firme.

## Demografía
Según el censo de 2010, había 222 personas residiendo en la localidad. La densidad de población era de 168,18 hab./km². Había 118 viviendas con una densidad media de 89,39 viviendas/km². El 98,65% de los habitantes eran blancos, el 0,45% asiáticos, el 0,45% isleños del Pacífico y el 0,45% de otras razas. El 0,45% de la población eran hispanos o latinos de cualquier raza.